# Стара Тепловка
Стара Те́пловка (рос. Старая Тёпловка) — село у складі Бузулуцького району Оренбурзької області, Росія.

## Населення
Населення — 152 особи (2010; 218 у 2002).
Національний склад (станом на 2002 рік):
- росіяни — 60 %